# Sosnivka, Oleksandrivka
Sosnivka (în ucraineană Соснівка) este localitatea de reședință a comunei Sosnivka din raionul Oleksandrivka, regiunea Kirovohrad, Ucraina.

## Demografie
Componența lingvistică a localității Sosnivka
     Ucraineană (98,48%)
     Rusă (1,06%)
     Alte limbi (0,45%)
Conform recensământului din 2001, majoritatea populației localității Sosnivka era vorbitoare de ucraineană (98,48%), existând în minoritate și vorbitori de rusă (1,06%).